# ثيتلاوات
الثيتلاوات (الاسم العلمي: Alcelaphinae) هي أسرة من الثدييات تتبع فصيلة البقريات من رتبة مزدوجات الأصابع.

## التصنيف
- الثيتلاوية
  - الساسابي
  - †مها جزيرة روسنغا